# سید برت
راجر کیث «سید» بَرِت (انگلیسی: Roger Keith "Syd" Barrett؛ ۶ ژانویهٔ ۱۹۴۶ – ۷ ژوئیهٔ ۲۰۰۶) خواننده و ترانه‌نویس انگلیسی بود که یکی از بنیان‌گذاران گروه راک پینک فلوید در ۱۹۶۵ به‌شمار می‌رفت. او خوانندهٔ اصلی و ترانه‌نویس عمدهٔ آثار این گروه بود که برای سبک غیرمعمول سایکدلیک، اجرا با لهجهٔ انگلیسی و سبک نوشتاری سیال ذهن شهرت داشت. او به عنوان گیتاریست، به‌دلیل نوازندگی بدون تابعیت از فرم و به‌کارگیری تناقض، دیستورشن، اکو، فیدبک و سایر افکت‌های استودیویی تأثیرگذار بود.
در حالی که برت در ابتدا به‌عنوان نقاش آموزش دیده بود، کمتر از ده سال در زمینهٔ موسیقی فعالیت داشت. او با پینک فلوید چهار تک‌آهنگ، اولین آلبومشان نی‌زن بر دروازه‌های سپیده‌دم (۱۹۶۷)، بخش‌هایی از آلبوم دومشان یک نعلبکی رمز و راز (۱۹۶۸) و چندین ترانهٔ منتشرنشده را ضبط کرد. در آوریل ۱۹۶۸، برت در میان گمانه‌زنی‌ها دربارهٔ بیماری روانی و استفاده بیش از حد از داروهای روان‌گردان از گروه اخراج شد. او فعالیت انفرادی کوتاهی را در سال ۱۹۶۹ با تک‌آهنگ «اختاپوس» آغاز کرد و به دنبال آن آلبوم‌های خنده‌های دیوانه (۱۹۷۰) و برت (۱۹۷۰)—که با کمک چندین عضو پینک فلوید ضبط شده بود—را منتشر کرد.
برت در سال ۱۹۷۲ صنعت موسیقی را ترک کرد و نیز از زندگی در میان عموم منزوی شد و تا زمان مرگش به شدت از حریم خصوصی خود محافظت کرد. او به فعالیت در زمینهٔ نقاشی ادامه داد و خود را وقف باغبانی کرد. پینک فلوید چندین ترانهٔ ادای احترام به او ضبط کرد که شامل سوئیت «بدرخش ای الماس مجنون» در سال ۱۹۷۵ و اپرای راک دیوار در سال ۱۹۷۹ می‌شد. در سال ۱۹۹۶، نام برت به عنوان عضوی از پینک فلوید به تالار مشاهیر راک اند رول راه یافت. او در سال ۲۰۰۶، در ۶۰ سالگی بر اثر سرطان لوزالمعده درگذشت.

## دوران کودکی
سید برت در شهر کمبریج انگلستان، در خانواده‌ای از طبقهٔ متوسط چشم به جهان گشود. پدرش «آرتور مکس برت» آسیب‌شناس خبره‌ای بود و به همراه همسرش «وینفرد» نقش مهمی در تشویق پسرش راجر (که آن زمان به این نام خوانده می‌شد) در زمینهٔ موسیقی داشت. او در ۱۱ دسامبر سال ۱۹۶۱ و یک ماه پیش از ۱۵ سالگی پسرش به علت بیماری سرطان جان خود را از دست داد. راجر به دبیرستان پسرانه کمبریج شایر رفت و سال ۱۹۶۴ در هنرستان «کمبرول» واقع در جنوب لندن نام‌نویسی نمود و یک سال بعد اولین گروه موسیقی اش را پایه‌گذاری کرد. برت در ۱۴ سالگی نام جدید «سید» را برای خود برگزید. سید برت (Sid Barrett) نام یک نوازندهٔ قدیمی ساز درام در کمبریج بود و برت جوان برای ایجاد تفاوت بین نام خود و همنامش، حرف دوم اسم مستعارش را از "i" به "y" تغییر داد. در ابتدای تشکیل پینک فلوید، او آهنگ‌هایی از قبیل «فیل پر جوش و خروش» را برای اجرا در مهمانی‌ها نوشت. گفته‌هایی مبنی بر اینکه او این آهنگ را در ۱۶ سالگی ساخت وجود دارد.* *

## فعالیت موسیقایی

### همراه با پینک فلوید (۱۹۶۸ – ۱۹۶۵)
گروه در سال ۱۹۶۴ پا گرفت و قبل از پینک فلوید نام‌هایی از قبیل «ابدبز»، «اسکریمینگ ابدبز»، «سیگما۶»، «مگادثز» (با مگادث اشتباه گرفته نشود) را بر خود داشت. در سال ۱۹۶۵ که برت به آن‌ها پیوست نام «تی سِت» را انتخاب کرده بودند و از آنجا که با گروهی با نام مشابه مواجه شدند که در حال برگزاری کنسرت بود، برت نام «صدای پینک فلوید» را پیشنهاد کرد که بعدها به پینک فلوید خلاصه شد. سید این نام را با ترکیب کردن نام پینک اندرسون و فلوید کنسل که دو خواننده سبک بلوز بودند ساخت.
پینک فلوید با بازخوانی آهنگ‌های آر اند بی و گروه‌های هم دوره‌اش از قبیل رولینگ استونز، یارد بردز و کینکس فعالیتش را آغاز کرد. تا سال ۱۹۶۶ آن‌ها به تدریج سبک خاص خود را که تحت تأثیر راک ان رول، جاز و پاپ-راک بریتانیایی بود به دست آوردند (کاری که پیش از این گروه بیتلز انجام داده بود).
در همان زمان باشگاه جدیدی در لندن برای اجرای موسیقی تحت نام «یو اف او» بازگشایی شد که به زودی به مرکز اجرای موسیقی توهم زا تبدیل گشت. پینک فلوید نیز همان‌جا عنوان پرطرفدارترین گروه موسیقی زیرزمینی لندنی در سبک توهم زا را به دست آورد.
در سال ۱۹۶۶ اعضای پینک فلوید «اندرو کینگ» و «پیتر جنر» را به عنوان مدیر برنامه استخدام کردند. با همکاری آمریکایی تبعید شده‌ای به نام «جو بوید» که در عرصه موسیقی بریتانیا فعال بود و به دنبال استعدادهای نو می‌گشت، اولین آهنگ پینک فلوید، نسخهٔ مقدماتی «آرنولد لین» در ژانویه ۱۹۶۷ در چلسی ضبط شد و کینگ و جنر آهنگ ضبط شده را به مؤسسهٔ نشر موسیقی ای‌ام‌آی بردند. آهنگ مزبور ای‌ام‌آی را آن قدر تحت تأثیر قرار داد که برای ضبط یک آلبوم با گروه قرارداد بستند. هنگام انتشار آلبوم، «آرنولد لین» با وجود تحریم شدن از بی‌بی‌سی، رتبهٔ بیستم جدول فروش آهنگ‌های بریتانیا را به دست آورده بود و آهنگ بعدی، «نواختن امیلی را ببین»، بازخوردی حتی بهتر از قبلی داشت و به رتبه ششم رسید.
این دو آهنگ به همراه تک‌آهنگ بعدی، سیب‌ها و پرتقال‌ها، توسط خود سید برت نوشته شده بودند. برت اکثر آثار اولیه پینک فلوید را خود به تنهایی ساخت، و مؤلف اصلی تصویرپردازی‌های نغز و خیال پردازانه آلبوم نخست گروه، «نی‌زن بر دروازه‌های سپیده‌دم» به‌شمار می‌رفت که تحسین محافل و منتقدان موسیقی را در پی داشت. از یازده آهنگ این آلبوم، برت ۹ آهنگ را خود به تنهایی ساخت و سهم دیگر اعضا تنها دو آهنگ بود* برت همچنین نوازنده خلاق و مبتکر گیتار به‌شمار می‌رفت و در نوازندگی اش از تکنیک‌های پیشرفته از قبیل اختلال اصوات، اعوجاج صدا، بازخورد، دستگاه طنین نوارها و دیگر عوامل استفاده می‌کرد و تجربیات او در این زمینه را بیشتر الهام گرفته از گیتاریست بداهه نواز، کیت رو می‌دانند.
«نی‌زن بر دروازه‌های سپیده‌دم» بین ماه‌های ژانویه و ژوئیه ۱۹۶۷ در استودیوی شمارهٔ ۲ مؤسسهٔ «ابی رود استودیوز» ضبط شد، در حالی که گروه بیتلز در استودیوی شمارهٔ ۱ مشغول ضبط آلبوم گروه کلوپ بی‌کسان گروهبان فلفل بودند که نیک میسن می‌گوید برای تماشای ضبط ترانه ریتای دوست داشتنی از سوی بیتلز دعوت شدند. وقتی آلبوم «نی‌زن…» انتشار یافت در جدول فروش بریتانیا جایگاه ششم را به‌دست آورد و بازخورد وسیعی داشت (اتفاقی که در ایالات متحده نیفتاد). در این زمان هر چه گروه به موفقیت بیشتری دست می‌یافت، فشار وارده بر سید برت نیز افزوده می‌شد و وضعیت روحی و روانی اش را متزلزل تر می‌کرد.
رفتار برت به علت استفادهٔ مکرر از داروهای سایکدلیک به شدت غیرقابل پیش‌بینی شده بود و این رفتار غیرعادی در بعضی کنسرت‌ها مشکلاتی را برای گروه ایجاد می‌کرد*
بعد از آلبوم «یک نعلبکی رمز و راز» که در سال ۱۹۶۸ منتشر شد، برت در هیچ‌کدام از آثار تولیدی پینک فلوید نقش نداشت. از آهنگ‌هایی که سید بعد از «نی‌زن…» برای گروه نوشت، تنها «جاگبند بلوز» به آلبوم دوم گروه راه یافت که یکی از آهنگ‌های نیمه موفق او بود. «سیب‌ها و پرتقال‌ها»، و دو تای دیگر، «آخرین ضجه‌ات را بزن» و «مرد گیاه وار»، تا مدت‌ها به‌طور رسمی منتشر نشدند تا اینکه در نهایت این ترانه‌ها همراه با دیگر آثار منتشر نشده سید برت و پینک فلوید در سال ۲۰۱۶ در آلبوم سال‌های اولیه: ۱۹۶۵ - ۱۹۶۷ با میکس پیتر جنر، منتشر شدند. برت گاه گاه مدتی را بیرون استودیوی ضبط موسیقی می‌گذراند و منتظر می‌شد تا او را به داخل دعوت کنند. گاهی هم به داخل استودیو می‌رفت و بعد از خیره شدن به دیوید گیلمور برمی‌گشت. برت در آهنگ «روزی را به یاد بیاور»، یکی از آهنگ‌های ساخته ریچارد رایت، مقداری از نوازندگی را انجام داد. اما سهم اصلی او در آلبوم، آهنگ «جاگبند بلوز» است که بسیاری از طرفداران آن را تصدیق برت بر این می‌دانند که روزهایش در گروه به سر رسیده‌است. جمله‌های «این لطف مهیبانهٔ توست که اینجایم به فکر من هستی / و من هم مجبورم این قضیه را برایت روشن کنم / که من اینجا نیستم» افتتاحیهٔ آهنگ است. در مارس ۱۹۶۸ رسماً اعلام شد که سید برت دیگر عضو گروه پینک فلوید محسوب نمی‌شود.

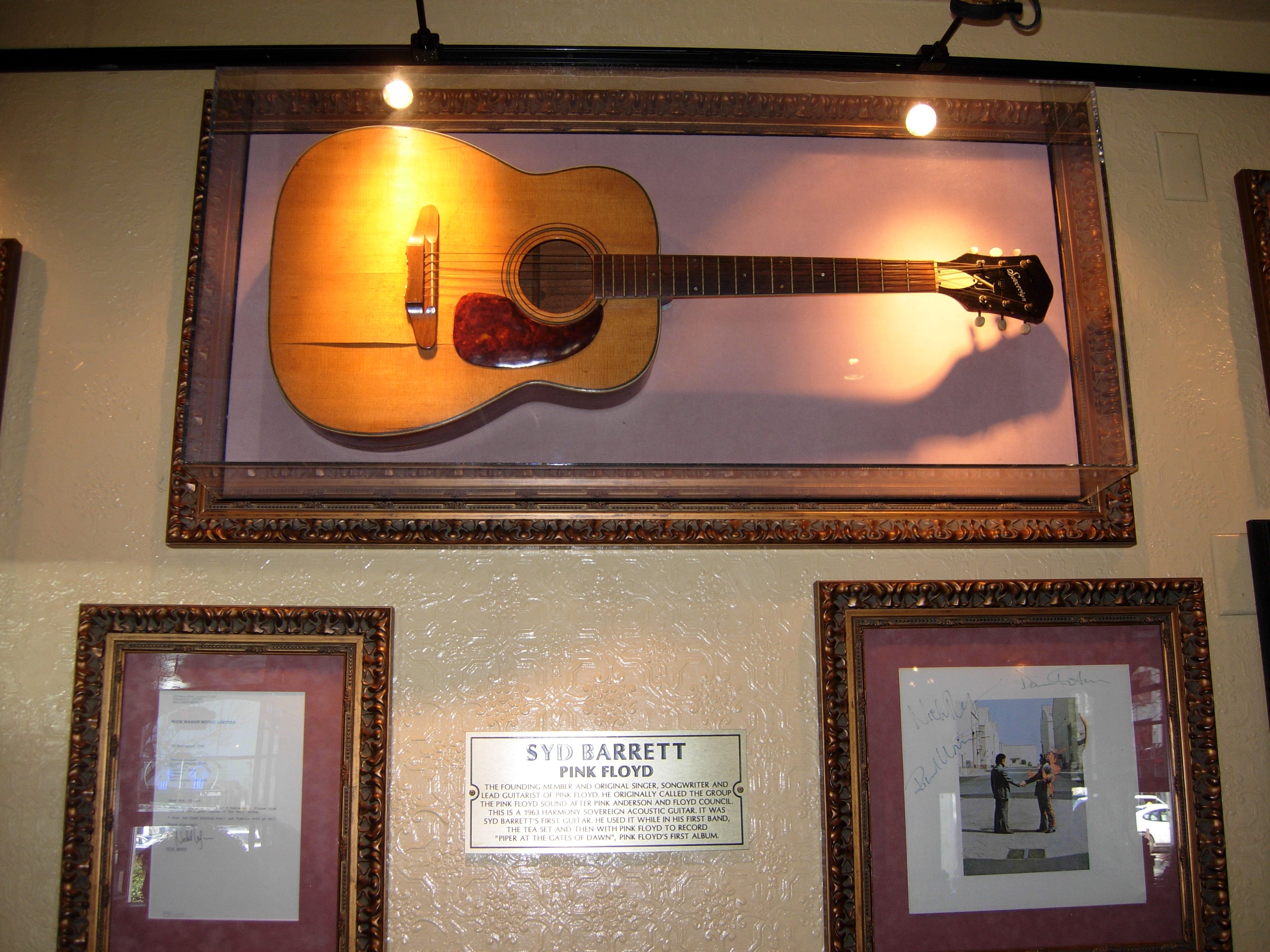
اولین آکوستیک گیتار سید برت

### فعالیت مستقل (۱۹۷۲ – ۱۹۶۸)
بعد از جدایی از پینک فلوید، برت از جامعه کناره گرفت و منزوی گشت. با این حال طبق دستور شرکت ای ام آی و کمپانی ضبط موسیقی هاروست، فعالیت کوتاهی به عنوان هنرمند مستقل انجام داد و دو آلبوم «دیوانه می‌خندد» و «برت» را ارائه کرد. طرح اولیهٔ بیشتر این آثار، به دورهٔ فعالیت زیاد او (بین ۱۹۶۶ تا اواسط ۱۹۶۷) بر می‌گردد و گفته می‌شود که آهنگ‌های ساخته شده توسط او بعد از ترک پینک فلوید انگشت شمار بوده‌است.
آلبوم اول در دو دورهٔ جداگانه در استودیوی «ابی رود» ضبط شد: چند اثر مقدماتی بین ماه مه و ژوئن ۱۹۶۸ با تهیه‌کنندگی پیتر جنر و بخش اعظم آلبوم بین آوریل و ژوئیه ۱۹۶۹ تهیه شد. تهیهٔ آلبوم ابتدا بر عهدهٔ «مالکوم جونز»، مدیر اجرایی جوان ای ام آی بود. اما سپس «دیوید گیلمور» و «راجر واترز» این وظیفه را به عهده گرفتند. مالکوم جونز می‌گوید: «هنگامی که دیوید پیش من آمد و گفت که سید می‌خواهد او و راجر کارهای باقی‌ماندهٔ آلبوم را بکنند، من تسلیم شدم.» تعدادی از آهنگ‌های آلبوم با همراهی اعضای گروه «سافت مشین» ساخته شدند. سید همچنین در گیتار نوازی قطعاتی از دوست نزدیکش «کوین ایرز» که عضو و مؤسس سافت مشین بود شرکت کرد و بدین صورت تک‌آهنگ ابتدایی سافت مشین، «لذت عروسک» ساخته شد.
آلبوم بعدی، «برت» دوره‌ای تر از قبلی و بین فوریه و ژوئیه ۱۹۷۰ تولید شد. هرچند این آلبوم از قبلی هم آراسته و پرداخته تر بود، با این حال سید برت شخصاً در اوضاع روحی نامناسب تری به سرمی‌برد. در این آلبوم «دیوید گیلمور» گیتار باس نواخت، ریک رایت نوازنده کی بورد بود، و جری شرلی نوازنده گروه «هامبل پای» نیز درام نوازی کرد.
با وجود فعالیت در استودیو بین سال‌های ۱۹۶۸ و ۱۹۷۲ و تولید دو آلبوم مستقل، سید برت به ندرت خارج از استودیو فعالیت می‌کرد. در ۲۴ فوریه ۱۹۷۲ برت در برنامه رادیویی «تاپ گر» با مجریگری جان پیل و تولیدی شبکهٔ بی‌بی‌سی شرکت کرد و پنج آهنگ اجرا نمود که تنها یکی از آن‌ها قبلاً منتشر شده بود. سه تای دیگر برای آلبوم «برت» دوباره خوانده و ضبط شدند و آهنگ آخر، «دو تا از یک گونه» تنها همان‌جا اجرا شد (این آهنگ در گرد آوری سال ۲۰۰۱ تحت نام «بهترین‌های سید برت: دلتان برایم تنگ نمی‌شود؟» نیز وجود دارد) و ترانه و تنظیمش بر عهده ریچارد رایت بود. دیوید گیلمور و جری شرلی در این اجرا او را همکاری کردند و به ترتیب نوازنده گیتار و پرکاشن بودند.
شرلی و گیلمور همچنین در تنها کنسرت سید برت که در این دوره اجرا نمود به همراهش بودند. این کنسرت در ۶ ژوئن ۱۹۷۰ و در تالار نمایش المپیا در لندن و به عنوان بخشی از «جشنواره موسیقی و مد» اجرا شد. این سه نفر تنها چهار آهنگ در مدتی کمتر از نیم ساعت اجرا کردند و میکس صداها آنقدر بد بود که مانع از شنیدن صدای خواننده می‌شد. در انتهای آهنگ چهارم، برت به‌طور غیرمنتظره و ناگهانی اما مؤدبانه گیتارش را زمین گذاشت و از صحنه خارج شد و گیلمور و شرلی را تنها گذاشت.
سید برت حضور دیگری نیز در رادیو بی‌بی‌سی داشت و در ۱۶ فوریه ۱۹۷۱ سه آهنگ در استودیو آن‌ها ضبط کرد. هر سه آهنگ در آلبوم «برت» منتشر شدند و احتمالاً به علت ترغیب مردم به خرید آلبوم از رادیو پخش شدند. در این زمان به نظر می‌رسید برت دیگر علاقه به ضبط موسیقی در استودیو ندارد و نسبت به اجراهای زنده حتی بی علاقه تر بود. بعد از این دوره وقفه‌ای در فعالیت موسیقی برت ایجاد شد که بیش از یک سال به طول انجامید.

### واپسین سال ها(۲۰۰۶–۱۹۷۲)
در سال ۱۹۷۲ برت گروه موسیقی «ستاره‌ها» را با توینک عضو سابق گروه «پینک فیریز»، به عنوان نوازنده درام و جک مونک، نوازنده باس ایجاد کرد که چندان به طول نینجامید. با اینکه گروه در ابتدا بازخورد مناسبی داشت اما یکی از اجراها در کمبریج فاجعه بود (جک مونک در مستند «الماس مجنون» شبکه بی‌بی‌سی که در سال ۲۰۰۱ و به عنوان بخشی از برنامه «مینی بوس» بی‌بی‌سی پخش شد دقیقاً همین عبارت را به کارمی‌برد) چند روز بعد از این نمایش آخر، توینک در خیابان برت را صدا زد و به او بخشی از نقد تندی که دربارهٔ اجرای آن‌ها چاپ شده بود را نشان داد و از گروه کنار کشید.*
در اوت ۱۹۷۴ پیتر جنر برت را متقاعد کرد که به استودیوی «ابی رود» بازگردد تا شاید آلبوم دیگری تولید کند. به هر حال چیز زیادی از این فعالیت‌ها که تنها سه روز طول کشید تولید نشد، جز تعدادی قطعه بلوز و گیتار نوازی‌های آزمایشی و آشفته. تنها قطعه‌ای که با یک نام از این دوره باقی‌ماند، قطعهٔ «اگر می‌روی، معطل نکن» بود. یک بار دیگر برت از صنعت موسیقی کناره‌گیری کرد. او تمام حقوق آلبوم‌هایش را به شرکت تولیدی فروخت و به هتلی در لندن نقل مکان کرد. پس از تمام شدن پول‌ها، با پای پیاده به کمبریج برگشت و در زیر زمین خانهٔ مادرش زندگی کرد. تلاش‌های بعدی برای بازگرداندن او به صحنهٔ موسیقی (از قبیل اصرار گروه «دِ دمد» برای همکاری او در تولید آلبوم دومشان) همگی بی‌نتیجه بود. تا زمان مرگش در سال ۲۰۰۶، برت همچنان حق امتیاز کارهایی که با پینک فلوید انجام داده بود دریافت می‌کرد.

#### کاش اینجا بودی
سید برت در سال ۱۹۷۵ یک بار دیگر به دیدن گروه پینک فلوید در استودیو «ابی رودز» رفت. در آن هنگام گروه مشغول ضبط آهنگ «بدرخش ای الماس مجنون» از آلبوم «ای کاش این‌جا بودی» که اتفاقاً آهنگی دربارهٔ سید برت است بودند. برت در این مدت اضافه وزن پیدا کرده بود، تمام موها و حتی ابروهایش را تراشیده بود و چنان تغییر کرده بود که اعضای گروه ابتدا او را نشناختند. (یکی از عکس‌های کتاب نیک میسن به نام «پشت و رو: تاریخچه شخصی پینک فلوید» که با زیرنویس سادهٔ «سید برت، ۵ ژوئیه ۱۹۷۵» مشخص شده ست به نظرمی‌رسد که مربوط به همان دوره باشد). در هر صورت گروه بالاخره او را به جا آورد و راجر واترز حتی از دیدن برت در آن وضعیت به گریه افتاد. این رویداد در فیلم «دیوار پینک فلوید» به کارگردانی آلن پارکر هم گنجانده شد. در فیلم نامبرده شخصیت «پینک» به علت از پا درآمدن در اثر فشار زندگی و شهرت تمام موهای بدنش و ابروهایش را می‌تراشد.

## آثار موسیقی

### تک‌آهنگ‌ها به همراه پینک فلوید
- ۱۹۶۷: آرنولد لاین / شکلات و کلوچه کشمشی (رتبهٔ ۲۰ در جدول بریتانیا)
- ۱۹۶۷: نواختن امیلی را ببین / مترسک (رتبهٔ ۶ در بریتانیا و ۱۴۳ در ایلات متحده)
- ۱۹۶۷: سیب‌ها و پرتقال‌ها / جعبه نقاشی (ریک رایت)
- ۱۹۶۷: گر گرفتن / دورف (فقط در ایالات متحده)

### آلبوم‌ها با همکاری پینک فلوید
- نی‌زن بر دروازه‌های سپیده‌دم (۵ اوت ۱۹۶۷)، (رتبه ۶ در بریتانیا و رتبه ۱۳۱ در ایالات متحده)
- یک نعلبکی رمز و راز (۲۹ ژوئن ۱۹۶۸)، (رتبهٔ ۹ بریتانیا)
- لندن '۶۶–'۶۷ (۲۰۰۵)

### گردآوری‌ها به همراه پینک فلوید
- بهترین‌های پینک فلوید (۱۹۷۰)
- یادگاره‌ها (می ۱۹۷۱)، (رتبهٔ ۳۴ بریتانیا، رتبهٔ ۱۵۲ ایالات متحده)
- یک جفت خوب (۱۹۷۴)
- اربابان راک (۱۹۷۴، اروپا) (نام دیگر: بهترین‌های پینک فلوید)
- کار و بار (۱۹۸۳)
- بدرخش (۱۹۹۲)
- پژواک‌ها: بهترین‌های پینک فلوید (۵ نوامبر ۲۰۰۱)، (رتبهٔ ۲ بریتانیا و رتبهٔ ۲ ایالات متحده)
- آهان، راستی (۲۰۰۷)
- اکتشاف (۲۰۱۱)

### آلبوم‌های مستقل
- دیوانه می‌خندد (۳ ژانویه۱۹۷۰) (رتبه ۴۰ در بریتانیا)
- برت (۱۴ نوامبر ۱۹۷۰)

### همکاری‌ها
- لذت یک عروسک از کوین ایرز، گیتارنوازی در قطعهٔ Religious Experience ارائه شده در سی دی ریمستر شده سال ۲۰۰۳

### گردآوری کارهای مستقل
- سید برت (نوامبر ۱۹۷۴)(رتبهٔ ۱۶۳ ایالات متحده)، مجموع آلبوم‌های دیوانه می‌خندد و برت
- اُپل، (اکتبر ۱۹۸۸)
- اختاپوس: بهترین‌های سید برت (می ۱۹۹۲)
- الماس مجنون (آوریل ۱۹۹۳)، مجموعه هر سه آلبوم استودیویی و آهنگ‌های اضافه
- بهترین‌های سید برت: دلتان برایم تنگ نمی‌شود؟ (آوریل ۲۰۰۱)، دارای آهنگ منتشر نشدهٔ «باب دیلن بلوز»
- معارفه‌ای از سید برت (اکتبر ۲۰۱۰)(رتبه ۱۰۴ بریتانیا)، مجموعه‌ای از آهنگ‌های برت شامل کارهای او با پینک فلوید و کارهای انفرادی (ریمیکس ۲۰۱۰).

### اجراهای زندهٔ مستقل منتشر شده
- اجراهای پیل (۲۵ ژانویه ۱۹۸۷)، ضبط شده برای برنامهٔ رادیویی بی‌بی‌سی جان پیل، Top Gear، با همراهی دیوید گیلمور و جری شرلی، دارای آهنگ ارائه نشدهٔ «دو تا از یک نوع»
- اجراهای رادیو۱ (مارس ۲۰۰۴)، آلبوم دارای پنج آهنگ جان پیل و سه آهنگ که در برنامهٔ رادیویی باب هریس در ۱۹۷۱ اجرا شد (با کیفیت اجرا شده) می‌باشد.

### تک‌آهنگ‌های مستقل
- اختاپوس / مو طلایی (نوامبر ۱۹۶۹)

## فیلم‌های تولیدی
- اولین سفر سید (۱۹۶۶)، سید برت که هنگام استعمال روان گردان توسط یکی از دوستانش فیلمبرداری می‌شود.
- لندن '۶۶–'۶۷ (۱۹۶۷)
- امشب بگذار همه در لندن عشق بورزیم (۱۹۶۸)
- داستان سید برت و پینک فلوید (۲۰۰۳)